# 2021年12月10日—11日美國龍捲風

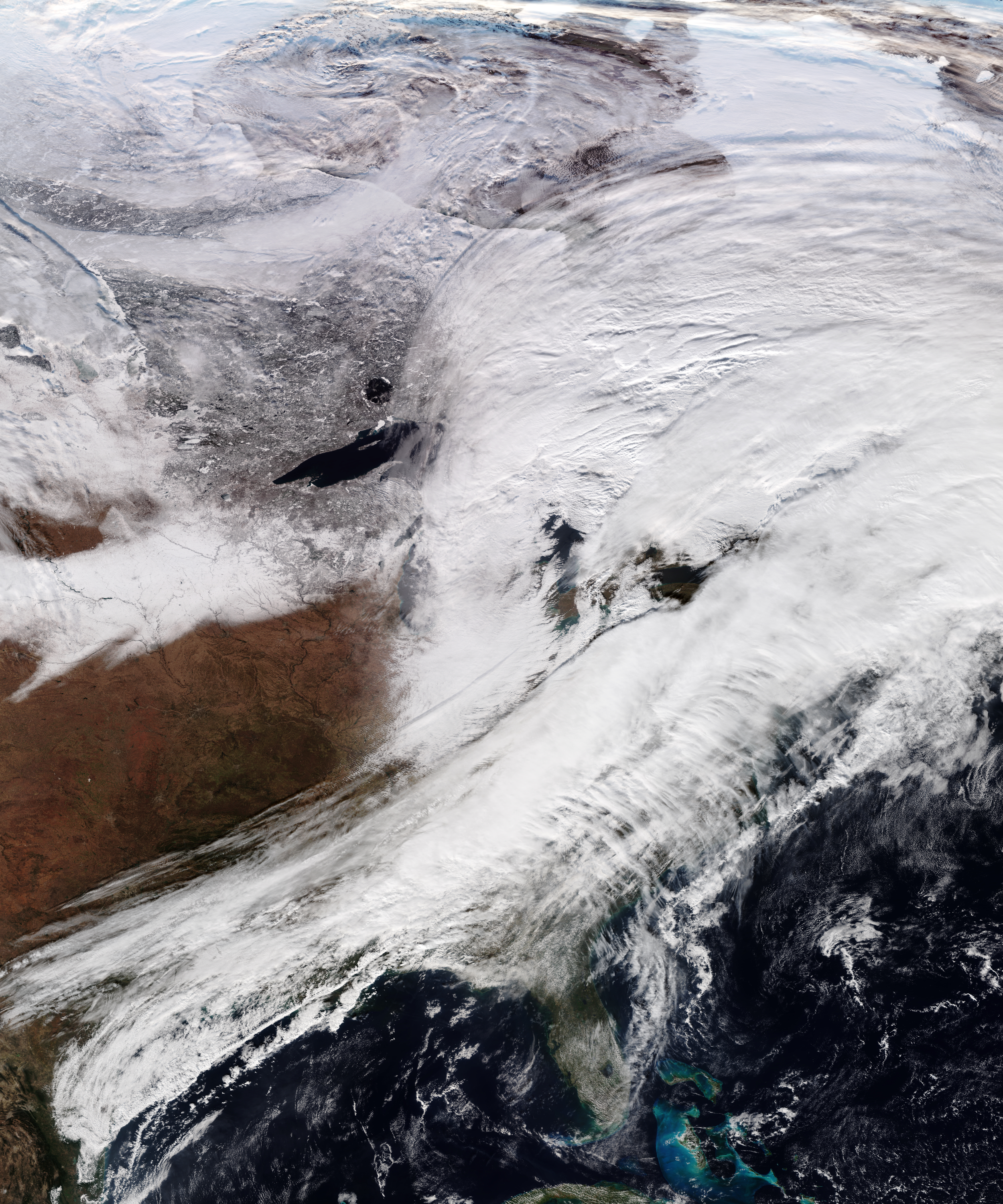

2021年12月10日晚上到12月11日凌晨，一场罕见的龙卷风影响了美國南部和中西部部分地區。龙卷风始于阿肯色州东北部，然后进入密蘇里州、伊利诺伊州、田纳西州和肯塔基州。至少有88人被证实在龙卷风中丧生。

## 援助
12月13日，中华人民共和国国家国际发展合作署新闻发言人徐伟向记者表示，該機構注意到美国多个州遭遇严重龙卷风袭击造成重大人员伤亡和财产损失，对此表示深切慰问并愿根据美方需要向受灾民众提供紧急人道主义帮助。